# Stern (empresa)
Stern es el nombre de dos empresas de juegos de arcade diferentes pero relacionadas.:
- Stern Electronics, Inc. fabricó máquinas recreativas y mesas de pinball entre 1977 y 1985, y fue conocido por el videojuego Berzerk.
- Stern Pinball, Inc., fundada en 1999, es un fabricante de mesas de pinball.

## Stern Electronics, Inc.
Stern Electronics se formó cuando la familia Stern compró Chicago Coin en problemas financieros en 1977. Los activos de Chicago Coin se compraron en ventas por quiebra y formaron el inventario principal de Stern Electronics, Inc.; sin embargo, como empresa separada, no asumieron ninguna de las deudas que Chicago Coin había acumulado.
Los dos primeros juegos creados por Stern fueron Stampede y Rawhide, ambos creados originalmente por Chicago Coin, a los que solo se le hicieron cambios en su marca y logotipos. Después de un comienzo débil, las ventas de Stern Electronics comenzaron a recuperarse a fines de 1977. Para 1978, habían cambiado a la electrónica de estado sólido para sus juegos. En 1979, Stern adquirió los activos de producción de máquinas de discos de la Seeburg Corporation en bancarrota, y la empresa pasó a ser conocida como Stern/Seeburg . Coincidentemente, Seeburg también era propietario de Williams en la década de 1960, cuando Sam Stern era su presidente.
Cuando los videojuegos arcade se hicieron populares en 1980, Stern Electronics produjo Berzerk. En 1983, Stern se convirtió en una de las muchas víctimas de la recesión económica que se produjo en la industria del entretenimiento. En 1985, Stern Electronics abandonó la industria del entretenimiento. El personal de Stern Electronics formó una empresa de corta duración conocida como Pinstar, que producía kits de conversión para viejas máquinas Bally y Stern. Gary Stern fue presidente de Stern Electronics, Inc, Pinstar Inc y Data East pinball.

## Stern Pinball, Inc.
En 1999, la industria del pinball estaba prácticamente muerta y Williams dejó de fabricar máquinas de pinball y se centró en dispositivos de juego como WMS Gaming. Durante el mismo año, Sega dejó la industria del pinball y vendió su división de pinball, previamente comprada a Data East en 1994, a Gary Stern, el hijo de Sam Stern. En octubre de 1999, Sega vendió la divisiónde pinball de su empresa a Gary Stern, que había estado dirigiendo Data East/Sega pinball desde 1986, y así nació Stern Pinball. Stern Pinball, Inc. tiene su sede en Elk Grove Village, Illinois.
A partir de 2021, los diseñadores veteranos Brian Eddy, John Borg y George Gomez están diseñando juegos de pinball en Stern Pinball, junto con el exjugador profesional Keith Elwin.
Algunas mesas de pinball Stern también se lanzaron digitalmente a través de The Pinball Arcade y Stern Pinball Arcade de Farsight Studios.

## Máquinas de pinball notables

### Stern Electronics
- Stampede (1977)
- Rawhide (1977)
- Disco (1977)
- Pinball (1977)
- Stingray (1977)
- Stars (1978)
- Memory Lane (1978)
- Lectronamo (1978)
- Wild Fyre (1978)
- Nugent (1978)
- Dracula (1979)
- Trident (1979)
- Hot Hand (1979)
- Magic (1979)
- Cosmic Princess (1979) (Produced in Australia by Leisure and Allied Industries under license from Stern Electronics Inc)[4][5]
- Meteor (1979) (Highest production of all Stern Electronics' Pinballs)[5]
- Galaxy (1980)
- Ali (1980)
- Big Game (1980) (First game to incorporate seven-digit scoring in the digital era)[6]
- Seawitch (1980)
- Cheetah (1980)
- Quicksilver (1980)
- Star Gazer (1980)
- Flight 2000 (1980) (Stern's first game with multi-ball and speech)
- Nine Ball (1980)
- Freefall (1981)
- Lightning (1981)
- Split Second (1981)
- Catacomb (1981)
- Viper (1981)
- Dragonfist (1982)
- Iron Maiden (1982) (Unrelated to the British heavy metal band)
- Orbitor 1 (1982) (Featured a 3d-vacuum formed playfield with spinning rubber bumpers causing frenetic ball action; it was the company's last released game)[5]
- Cue (1982) (Six machines built)
- Lazer Lord (1984) (One prototype built)

### Stern Pinball
- Harley Davidson (1999; 2nd revision 2002; 3rd edition 2004 slightly updated of the Sega game)
- Striker Xtreme (2000)
- Sharkey's Shootout (2000)
- High Roller Casino (2001)[7]
- Austin Powers (2001, designed by John Borg and based on the Austin Powers film series)
- Monopoly (2001)
- NFL (2001) (basically a modification of Striker Xtreme)
- Playboy (2002) (Design by George Gomez and Dwight Sullivan)
- RollerCoaster Tycoon (2002) (produced by Pat Lawlor Designs)
- The Simpsons Pinball Party (2003)
- Terminator 3: Rise of the Machines (2003) produced by Steve Ritchie Productions [SRP])
- The Lord of the Rings (2003)[8] (Design by George Gomez)
- Ripley's Believe It or Not! (2004, produced by PLD, based on the series Ripley's Believe It or Not!)
- Elvis (2004) produced by Steve Ritchie Productions (SRP), also 500 Gold/LE models exist
- The Sopranos (2005, based on the series The Sopranos)(Design by George Gomez)
- NASCAR (Grand Prix in Europe) (2005; produced by PLD)
- World Poker Tour (2006) produced by SRP
- Pirates of the Caribbean (2006) (based on the movie Pirates of the Caribbean)
- Dale Jr (600-unit limited edition,[cita requerida] based on the NASCAR game with new Dale Earnhardt, Jr, #8 art package)
- Family Guy (2007; produced by PLD)
- Spider-Man (2007; produced by SRP, based on the Spider-Man films)
- Wheel of Fortune (2007) (based on the TV show Wheel of Fortune)
- Shrek (2008) (based on all three movies; produced by PLD; modified version of Family Guy)[9]
- Indiana Jones (2008) (based on all four movies)
- Batman (2008) (based on the films Batman Begins and The Dark Knight)[10] (Design by George Gomez)
- CSI: Crime Scene Investigation (2008; produced by PLD, based on the TV show CSI: Crime Scene Investigation)[11]
- 24 (2009; produced by SRP, based on the TV show 24)[12]
- NBA (2009) Lonnie Ropp, Gary Stern (designers) Based on the older Sega pinball Space Jam
- The Lord of the Rings Limited Edition (Dec. 2009) gold mirrored backglass, shaker motor, gold package.
- Big Buck Hunter (2010) John Borg (designer)
- Iron Man (2010) John Borg (designer) Based on the film Iron Man[13]
- Iron Man Classic (2010) (home edition)
- AVATAR (2010) John Borg (designer), Based on James Cameron's AVATAR[14]
- Rolling Stones (2011) Rolling Stones theme[15]
- TRON: Legacy (2011) John Borg (designer), Based on Tron: Legacy[16]
- Transformers (2011) George Gomez (designer)[17][18]
- AC/DC (2012) Steve Ritchie (designer)[19]
- X-Men (2012) John Borg (designer)[20]
- Avengers (2012) (Design by George Gomez)
- Transformers The Pin (2012) (intended for home use) (Design by George Gomez)
- Avengers The Pin (2013) (intended for home use) (Design by George Gomez)
- Metallica (2013) (designed by John Borg, art by Dirty Donny)
- Star Trek (2013) Steve Ritchie (designer) First Pro debut with all LED lighting as standard.
- Mustang (2014) John Trudeau (designer)
- The Walking Dead (2014) (designed by John Borg)
- Wrestlemania (2015)
- Kiss (2015)
- Game of Thrones (2015)
- Whoa Nellie! (2015)
- Spider-Man Home Edition (2016) (Design by George Gomez)
- Spider-Man Vault Edition (2016) (redesign of the existing Spider-Man with new playfield- and DMD-graphics, and new music and sound effects)
- Ghostbusters (2016) (based on the first two films)[21]
- The Pabst Can Crusher (2016) (retheme of Whoa Nellie!)
- Batman '66 (2016) (based on the Batman television series from 1966[22])
- Aerosmith (2017)
- Star Wars (2017)
- Guardians of the Galaxy (2017)
- Iron Maiden (2018) (first design of Keith Elwin)
- Supreme (2018) (retheme of Spider-Man Home Edition)(Design by George Gomez)
- Deadpool (2018) (based on the comics) (Design by George Gomez)
- The Beatles (2018) (Ka-Pow Pinball collaboration, with only 1,964 machines produced) (Design by George Gomez- evolution of Sea Witch by Mike Kubin.)
- Primus (2018) (retheme of Whoa Nellie!)
- The Munsters (2019) (based on 1960s TV series The Munsters)
- Black Knight: Sword of Rage (2019) (designed by Steve Ritchie as a sequel to Black Knight and Black Knight 2000, which he designed for Williams in the 1980s.[23])
- Star Wars Pin (2019) (intended for home use) (Design by George Gomez)
- Jurassic Park (2019)
- Elvira's House of Horrors (2019)
- Star Wars Comic Art (2019) (redesign of the existing Star Wars)
- Stranger Things (2019)
- Teenage Mutant Ninja Turtles (2020)
- Avengers: Infinity Quest (2020)
- Heavy Metal (2020) (Based on the popular magazine Heavy Metal)
- Led Zeppelin (2020)
- The Mandalorian (2021) (Lead designer Brian Eddy)
- Godzilla  (2021) (lead designer Keith Elwin)
- Jurassic Park Pin (2021) (intended for home use)[24]
- Rush  (2022) (based on the Canadian rock band Rush's music, designed by John Borg)

## Arcade games manufactured by Stern
- Astro Invader (1980) (programmed by Konami)[25]
- Berzerk (1980)[25]
- The End (1980) (programmed by Konami)
- Scramble (1981) (programmed by Konami)
- Super Cobra (1981) (programmed by Konami)
- Moon War (1981)
- Turtles (1981) (programmed by Konami)[25]
- Strategy X (1981) (programmed by Konami)
- Jungler (1981) (programmed by Konami)
- Armored Car (1981)
- Amidar (1981) (programmed by Konami)
- Frenzy (1982)[25]
- Tazz-Mania (1982)
- Tutankham (1982) (programmed by Konami)
- Pooyan (1982)[25] (programmed by Konami)
- Dark Planet (1982) (designed by Erick Erickson and Dan Langlois)
- Rescue (1982)[25][26]
- Calipso (1982) (developed by Stern, released by Tago Electronics)
- Anteater (1982) (developed by Stern, released by Tago Electronics)
- Mazer Blazer (1982)
- Lost Tomb (1982)
- Bagman (Le Bagnard) (1982) (programmed by Valadon Automation)
- Pop Flamer (1982) (programmed by Jaleco)
- Star Jacker (1983) (programmed by Sega)
- Minefield (1983)[25]
- Cliff Hanger (1983)[25] (laserdisc game using video footage from TMS)
- Great Guns (1984)
- Goal To Go (1984) (laserdisc game)
- Super Bagman (1984)[25] (programmed by Valadon Automation)